# Suzanne Kourouma
Suzanne Kourouma est une réalisatrice de cinéma burkinabè. Elle est la directrice du Marché International de la télévision et du cinéma africains (Mica),. 

## Filmographie

### Courts métrages
- 2002 : Mère courage[3]
- 2001 : Sans papiers

### Long métrage
- 1994 : Belle mère (Branmuso)[4]

## Engagement
Elle est la secrétaire générale de l’Association des femmes professionnelles du cinéma,.